# Альберто III Альберти
Альберто III (итал. Alberto III degli Alberti; 1143 — 1203) — флорентийский государственный деятель. Граф Прато из рода Альберти.

## Биография
Альберто был сыном Кастильоне деи Гатти и Бернарда графа Прато, Вернио, Мангоны, Фучеккьо, Чертальдо, Монтеротондо.
Его феоды подтверждены грамотой императора 4 июня 1155 года и повторно подтверждено 10 августа 1164 года. 11 декабря 1143 года он передал аббату Бернарду монастырь Сан-Сальваторе-алл'Изола, ¾ замка Бучиньяно с церковью Святых Филиппо и Якопо, а 3 сентября 1150 года продал свою долю в замке Монтевазо епископу Вольтерры за 20 лукканских лир. Он участвовал в рейхстаге в Сан-Дженезио в июле 1162 года и в походе императора на Рим в 1165 году. Он воевал с Флоренцией, которой, чтобы нанести торговый ущерб, он основал крепость Семифонте, препятствующую торговле, но в 1184 году он был взят в плен флорентийцами и позже стал их союзником, а в 1200 году он был вынужден разрушить Семифонте, замок Поньи и башню Чертальдо. После 1164 года он больше не упоминается с титулом графа Прато, поскольку это поместье, несомненно, было утрачено или продано после этой даты.

## Семья
Альберто IV был женат два раза. В первом браке на Имилии, дочери графа Гвидо VI Гвиди, а во втором браке — на Табернарии, дочери Берната да Форноли. Он оставил семерых детей, из которых мужчины разделили его владения.
Дети:
- Аделита или Аделаида (вышла замуж за Эццелино II да Романо, сеньора Онары, Романо, Бассано и Годего)
- Ринальдо из Монтеротондо
- Гвио (Подеста Лукки около 1189 г. )
- Уголино из Скарлино (Уголино) (умер в 1227 г.) получил материнское поместье Скарлино, а после его смерти, не оставившего наследников, поместья перешли к Ринальдо и сыновьям Маджинарда.
- Маджинард из Чертальдо
- Беатрис
- Альберто V Мангонский